# Pancratium
Pancratium là chi thực vật có hoa trong họ Amaryllidaceae.

## Hình ảnh

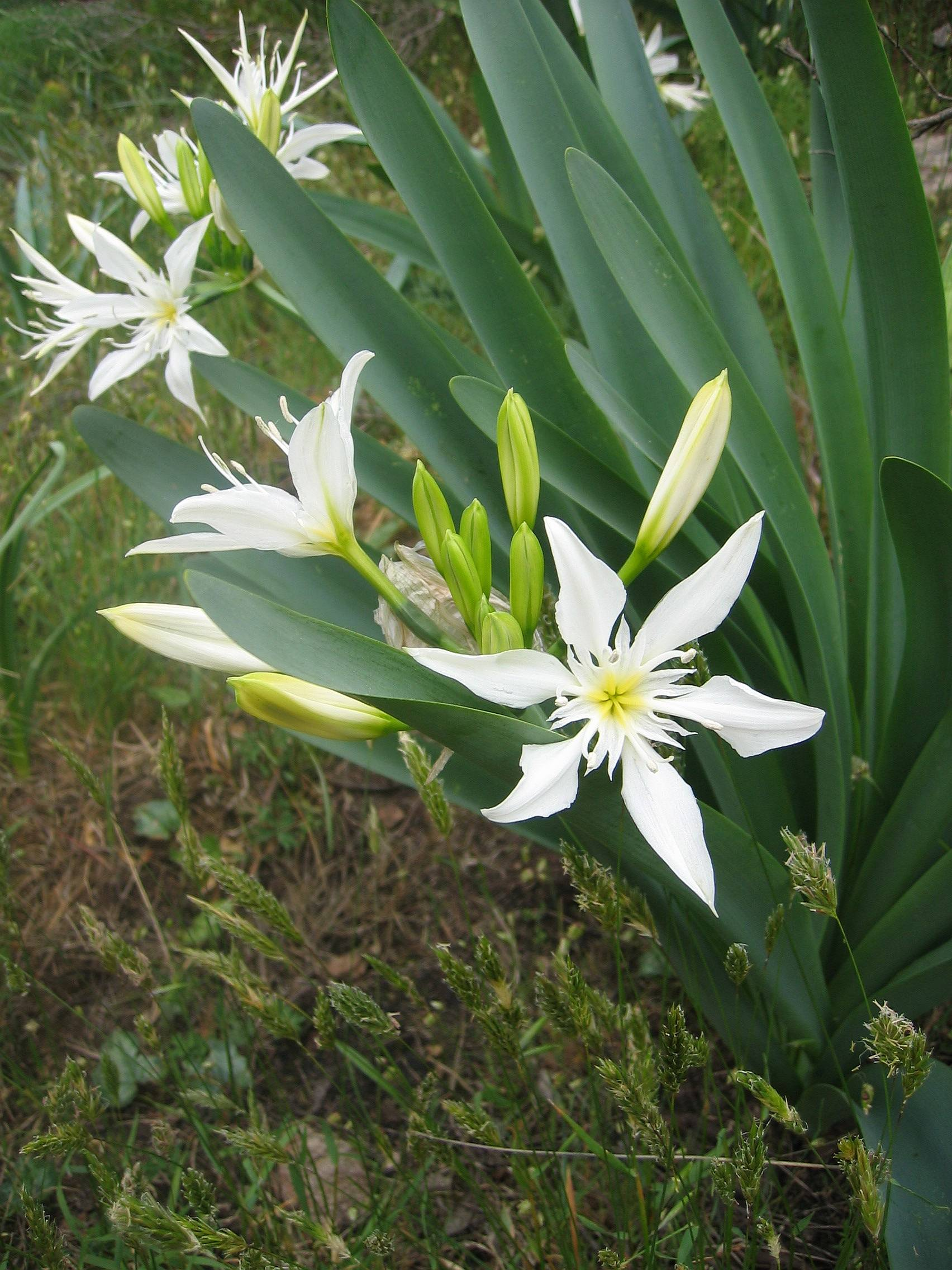
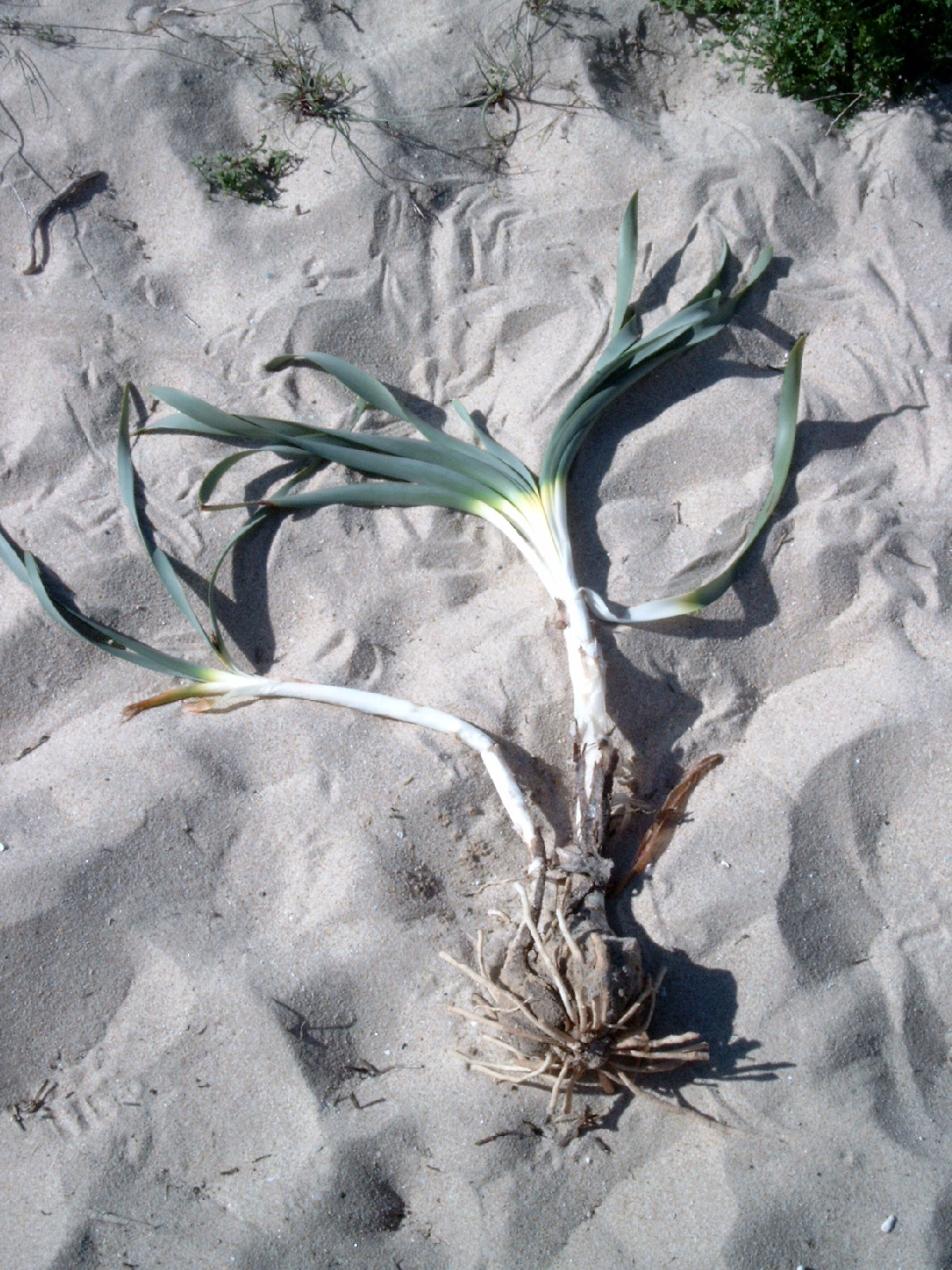